# Morze Hebrydzkie
Morze Hebrydzkie (ang. Sea of the Hebrides) – część Oceanu Atlantyckiego, znajdująca się u wybrzeży zachodniej Szkocji, morze otaczające wyspy Hebrydy.
Morze Hebrydzkie od północy graniczy z cieśniną The Minch i tworzy jeden akwen. Od strony oceanu Morze Hebrydzkie oddziela umowna granica biegnąca od przylądka Bloody Foreland do przylądka Barra na Hebrydach, następnie wzdłuż wysp archipelagu do przylądka Butt of Lewis i do przylądka Wrath, u podnóża Gór Kaledońskich. Na południu granicą oddzielającą od Morza Irlandzkiego jest Kanał Północny.
Powierzchnia Morza Hebrydzkiego wraz z cieśniną The Minch wynosi 47 tys. km², średnia głębokość 64 m, a maksymalna głębokość 137 m.